# 光禄镇 (姚安县)
光禄镇，是中华人民共和国云南省楚雄彝族自治州姚安县下辖的一个乡镇级行政单位。

## 行政区划
光禄镇下辖以下地区：
光禄村、旧城村、福光村、江尾村、小邑村、班刘村、后营村、吴海村、新庄村、梯子村和草海村。

## 中国传统村落
2012年，西关村被评为首批“中国传统村落”。